# 紅吻野鯪
紅吻野鯪，為輻鰭魚綱鯉形目鯉科野鯪屬的其中一個種。分布於非洲林波波河與Incomati河流域，體長可達40公分，可做為食用魚。

## 扩展阅读
維基物種上的相關：紅吻野鯪